# Лондонська симфонієта

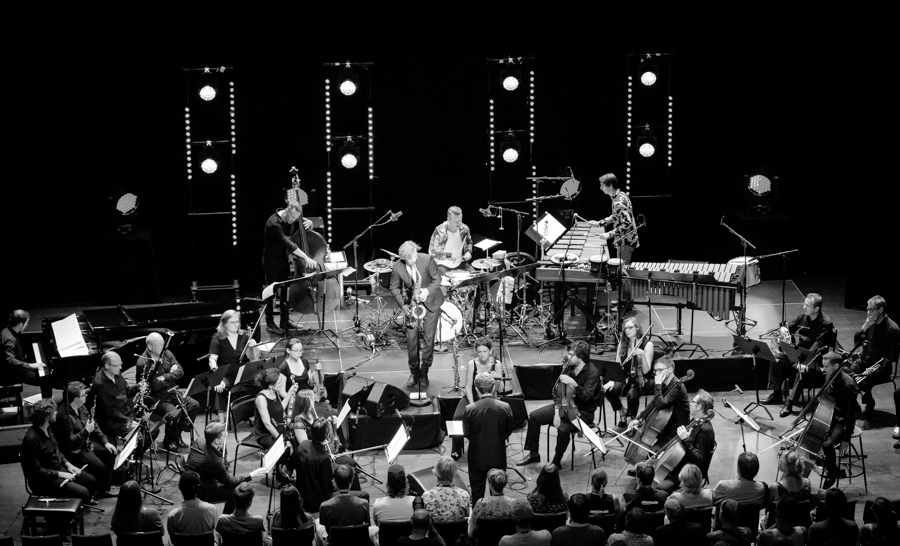
London Sinfonietta (2018)

Лондонська симфонієта (англ. London Sinfonietta) —Лондонський камерний оркестр, заснований в 1968 р.
Спеціалізується на виконанні новітньої академічної музики. На зорі свого існування був підтриманий такими композиторами, як Лучано Беріо, Янніс Ксенакіс та Гаррісон Бертуістл. В 1969 році видатною подією в історії оркестру стала прем'єра кантати Джона Тавенера «Кіт». Надалі оркестр співпрацював з Томасом Адесом, Стівом Райхом, Луїджі Ноно, Тору Такеміцу, Петером Етвеша та іншими значними фігурами сучасної музики. Зокрема, саме поява в 1993 році виконаної Лондонської симфонієти записи Третьої симфонії Генріка Гурецького (диригент Девід Зінман, соло Дон Апшоу) призвело до перетворення цього твору з напівзабутого в одну з найпопулярніших симфоній кінця XX століття.

## Керівники оркестру
- Девід Етертон (1968-1973)
- Майкл Вайнер (1972-1989)
- Пол Кросслі (1988-1994)
- Маркус Штенц (1994-1998)
- Джилліан Мур (1998-2006)